# 拉姆博德斯角
拉姆博德斯角（英語：Rumbolds Point），是南極洲的海岬，位於南喬治亞群島，處於道特弗爾灣入口處東部，在1930年由英國的研究隊繪入地圖，由英國海外領土管轄。